# 津山市立大崎小学校
津山市立大崎小学校（つやましりつ おおざきしょうがっこう）は、岡山県津山市金井にある公立小学校。全校児童189人。全7クラス（特別支援学級を含むと9クラス）

## 学区
特段の事情がない限り、以下の地域が大崎小学区。中学校はそのまま全域が津山東中学区に含まれる。
- 池ヶ原
- 金井
- 堂尾
- 中原
- 新田
- 西吉田
- 福力

## 最寄り駅
JR姫新線:美作大崎駅

## 教育目標
- 健康でねばり強い子どもを育てる
- 自分で考え、進んで実行する子どもを育てる
- 美しいものにあこがれ、だれとでも仲良く助け合う子どもを育てる。[3]

## 沿革
- 1874年(明治7年) - 北条県管内第13中学区躬行小学として西吉田に創設
- 1887年(明治20年) - 勝南郡第4番学区尋常躬行小学校と改称
- 1893年(明治26年) - 大崎尋常小学校と改称
- 1901年(明治34年) - 校舎を現在地に新築移転
- 1908年(明治41年) - 大崎尋常高等小学校と改称
- 1941年(昭和16年) - 大崎国民学校と改称
- 1947年(昭和22年) - 勝田郡大崎村立大崎小学校と改称
- 1954年(昭和29年) - 津山市立大崎小学校と改称

## 主な行事
- 入学式
- 一年生と楽しむ会
- 海の学習（5年、渋川へ）
- 修学旅行（6年、主に広島・安芸へ）
- 夏休み・冬休み
- キャンプ（6年のみ）
- デイキャンプ（5年のみ）
- 運動会
- 遠足
- 学習発表会
- 福力荒神社大祭

毎年旧正月に行われ、児童は全員休校。
- 卒業式など